# Villeneuve-le-Comte
Villeneuve-le-Comte è un comune francese di 1 801 abitanti situato nel dipartimento di Senna e Marna nella regione dell'Île-de-France.

## Società

### Evoluzione demografica
Abitanti censiti